# Joanne Klink
Johanna Louise (Joanne) Klink (Roermond, 6 maart 1918 – Vijlen, 17 maart 2008) was een Nederlands theologe en schrijfster. Ze werkte jarenlang als remonstrants predikante en verwierf internationaal bekendheid met het schrijven van kinderbijbels. Ze werd vooral in de jaren zeventig en tachtig beschouwd als autoriteit op het gebied van geloofsoverdracht op kinderen. Haar boeken werden vertaald in onder meer het Engels, Duits, Frans en Pools.

## Jeugd en opleiding
Joanne Klink was de dochter van civiel ingenieur Dirk Jakobus Klink (1892-1960) Ze werd geboren in Roermond en woonde van haar tiende tot haar zestiende levensjaar in Villa Zomerweelde te Heerlen. Deze villa was de ambtswoning van de directeur-generaal van de Oranje-Nassau Mijnen (Maatschappij tot Exploitatie van Limburgsche Steenkolenmijnen). Het was de functie die haar vader tijdens deze periode bekleedde. Heden ten dage is in deze villa een kantoor van een bankiershuis gevestigd. In Leiden studeerde Joanne Klink theologie en werkte zij vervolgens ruim twintig jaar als remonstrants predikante in Haarlem. Eerst woonde zij aldaar in de Wilhelminastraat, later kocht zij in Haarlem een fraai herenhuis aan de Bakenessergracht dat zij tot kort voor haar dood in haar bezit had. In de jaren zestig kocht zij een voormalige bakoven in het gehucht Camerig, in Limburg. Ze liet de bakoven die ten tijde van de aankoop een ruïne was volledig restaureren en  verbleef er grote delen van het jaar. Dit 'bakhuisje' en haar liefde voor de Zuid-Limburgse regio (ze noemde het dal zelf "Het mooiste dal van Nederland") is regelmatig terug te vinden in haar werk.

## Werkzaam leven
In 1959 verwierf ze nationale en internationale bekendheid met haar 'Bijbel voor de Kinderen', met daarin ruimte voor zingen en spelen. De bijbel is geïllustreerd door de Nederlandse tekenaar Piet Klaasse. Ze schreef deze Bijbel voor de Kinderen in een ander bakhuisje dat zij huurde van een boer, de heer Frijns, die aan de rand van het dorp Epen woonde aan de andere kant van het Geuldal. Op een van haar vele wandeltochten door de omgeving stuitte zij op de ruïne van het bakhuisje te Camerig. Zij aarzelde geen moment om het huisje te kopen. Ze had behalve haar huis in Haarlem en het bakhuisje in Camerig nóg een plek om inspiratie op te doen: met enige regelmaat reisde ze naar Zwitserland waar ze bij een vriendin verbleef om aan haar boeken te werken.
Haar bibliografie omvat onder meer een omvangrijke lijst werken over geloofsoverdracht op kinderen, waarvan een deel specifiek op kinderen is gericht. In de laatste jaren van haar leven hield Klink zich echter voornamelijk bezig met meer algemeen spiritueel, niet-kerkelijke onderwerpen. In 2002 bracht zij haar autobiografie uit, met de titel 'Klinkklaar'. 
Haar gedicht "Hier ben ik" is in het bijzonder bekend omdat het bij de doop van prinses Catharina-Amalia door emeritus predikant Carel ter Linden aan de prinses cadeau werd gedaan. Het gedicht werd later door prinses Máxima voorgedragen bij de doop van Claus-Casimir, het zoontje van prins Constantijn en prinses Laurentien.

## Overlijden
Hoewel Joanne Klink remonstrants was en altijd gebleven is, werd zij begraven, op Stille Zaterdag, op het kerkhof van de Rooms-Katholieke kerk Sint Martinus te Vijlen (de hoogst gelegen kerk van Nederland), niet alleen omdat Zuid-Limburg haar lief was en ze de laatste jaren van haar leven in Vijlen had gewoond, maar ook omdat zij open stond voor andere geloofsopvattingen en bij de katholieken op veel respect kon bogen. De bisschop van Roermond had speciaal voor haar, wegens haar grote verdiensten, toestemming gegeven voor de rouwdienst in de kerk van Vijlen en voor de begrafenis op het kerkhof van de kerk.